# Nagarakretagama
Nagarakrtagama è un elogio in giavanese antico a Hayam Wuruk, governatore del regno Majapahit scritto da Mpu Prapanca nel 1365 (o nel 1287 nel  calendario Saka).
Contiene descrizioni dettagliate del regno Majapahit durante la sua massima estensione, vengono descritti i templi e i palazzi  e le numerose cerimonie. Il documento è stato scoperto a Lombok nel 1869 da  J. L. A. Brandes, un filologo olandese, e tradotto da una generazione di studenti olandesi. Dopo la sua traduzione, questo poema divenne una delle basi culturali del cosiddetto risveglio nazionale indonesiano (in indonesiano Kebangkitan Nasional Indonesia) durante la prima metà del XIX secolo.